# Johana Neapolská (1478–1518)
Johana Neapolská (15. dubna 1478 Neapol – 27. srpna 1518 Neapol) byla neapolskou královnou díky sňatku se svým synovcem Ferdinandem II. Neapolským. Po smrti svého manžela byla krátce kandidátkou na trůn.

## Život
Johana se narodila v Neapoli jako dcera Ferdinanda I. a jeho druhé manželky Johany Aragonské, což z ní činilo nevlastní sestru Alfonsa II. Neapolského a Fridricha IV. Neapolského.
Její otec zemřel v lednu 1494 a na trůn nastoupil její nevlastní bratr.

### Neapolská královna
V lednu 1495 její nevlastní bratr abdikoval ve prospěch svého syna, tedy jejího synovce. Johana opustila Neapol a odešla na Sicílii spolu se svou matkou a jejich doprovodem před francouzskou okupací, která proběhla téhož roku. Do Neapole se vrátila až v říjnu na benátské lodi z Messiny. Její matka a král úzce spolupracovali na vyhnání Francouzů, což vedlo k ukončení francouzské okupace. Následně matka zorganizovala sňatek mezi ní a králem.
Dne 26. července 1496 se sedmnáctiletá Johana provdala za devětadvacetiletého Ferdinanda II., syna svého nevlastního bratra Alfonsa II. Pro uzavření sňatku mezi tetou a synovcem bylo nutné získat papežský dispens. Ferdinand II. však zemřel již 7. září téhož roku a manželství zůstalo bezdětné.

### Boj o nástupnictví
Po smrti jejího manžela se po sporu o nástupnictví králem stal jeho strýc, Johanin nevlastní bratr Fridrich. Její matka tento výsledek napadla a chtěla, aby Johana nastoupila na trůn po svém zesnulém manželovi. S matčinou podporou začala Johana používat královské pečeti. Neapol již dříve měla ženské panovnice a Johanino nástupnictví bylo veřejností přijímáno příznivě. Avšak bylo silně odmítáno barony a šlechtou, kteří se obávali vlivu její matky a Aragonie. To znemožnilo Johaně a její matce zajistit její nástupnictví před Fridrichem. Zklamání matky z tohoto neúspěchu jí vyneslo přezdívku „Smutná královna“, protože truchlila nad osudem své dcery.
Vztahy mezi Fridrichem a Johanou i její matkou byly napjaté. Fridrich daroval Johaně města a pozemky v Sorrentu, Masse a Vicu, aby zmírnil jejich nespokojenost. Johana se s matkou stáhla z Neapole do Poggioreale a San Sebastiana u Vesuvu a na dvůr se vrátila až v listopadu. Král Fridrich se údajně obával, že by se mohla provdat za někoho, kdo by podpořil její nároky na trůn proti němu.
Johana se usadila s matkou v roli královny vdovy a obě byly označovány jako „Johana Starší“ a „Johana Mladší“. V roce 1499 její matka navrhla sňatek mezi ní a Ferdinandem, vévodou z Kalábrie, ale plán se neuskutečnil. Téhož roku doprovodila matku na návštěvu jejího strýce Ferdinanda II. Aragonského.
V roce 1501 se setkala se svou nevlastní sestrou Beatrix Neapolskou, vdovou po uherském králi, která se vrátila z Uher do Neapole.

### Pozdější život
Během francouzské invaze do Neapole v roce 1501 uprchla s matkou do Palerma na Sicílii, kde žily pod ochranou jejího strýce Ferdinanda II. Aragonského. V roce 1504 bylo Neapolské království postoupeno Aragonii.
Johana byla známá svou krásou a její nová pozice pod ochranou aragonského krále z ní udělala atraktivní partii pro dynastické sňatky. Obdržela několik nabídek.
Král Jindřich VII. Anglický přišel 11. února 1503 o svou manželku Alžbětu z Yorku. Ve svých 46 letech měl zájem o nový sňatek a mladá Johana byla jeho tetou, Isabelou I. Kastilskou, navržena jako potenciální nevěsta. Jindřich, který neměl k dispozici Johanin portrét, vyslal v roce 1505 do Neapole vyslance, aby podali zprávu o fyzickém vzhledu možné nevěsty.
Jindřichovy otázky a odpovědi vyslanců zaznamenal Francis Bacon ve své knize Historie vlády krále Jindřicha Sedmého z roku 1622. Dokument obsahující otázky a odpovědi byl zveřejněn v Londýně 250 let poté pod názvem Pokyny krále Jindřicha Sedmého jeho vyslancům, když hodlal pojmout mladou neapolskou královnu za manželku: spolu s odpověďmi vyslanců. V knize z roku 1761 jsou uvedeny články očíslované římskými číslicemi, každému článku následuje odpověď. Jindřicha zajímaly všechny aspekty Johanina vzhledu: barva jejích vlasů, stav zubů, velikost a tvar nosu, pleť, zda má chloupky na horním rtu. Článek XVI instruoval vyslance, aby si všimli „jejích prsou… zda jsou velká nebo malá.“ Vyslanci králi sdělili, že Johanina prsa „jsou poněkud velká a plná, a jelikož byla sevřena vysoko podle zvyklostí této země, působí dojmem, že jsou ještě větší, a její krk tak vypadá kratší.“
Zpráva vyslanců o Johanině vzhledu byla uspokojivá, ale jednání o sňatku zkrachovala z politických a finančních důvodů.
V roce 1506 se Johana a její matka vrátily do Neapole ve společnosti Ferdinanda Aragonského a jeho druhé manželky Germaine z Foix. Johana se usadila s matkou, svou nevlastní sestrou Beatrix a Isabelou Aragonskou, vévodkyní milánskou, v Castel Capuano v Neapoli. Byly štědře podporovány jejím strýcem Ferdinandem Aragonským. V roce 1508 Johana a její matka ošetřovaly královnu vdovu Beatrix a téhož roku profitovaly z její závěti.
Johana se již nikdy neprovdala. V roce 1510 její strýc Ferdinand Aragonský plánoval sňatek mezi ní a Karlem III. Savojským a vybíral v Neapoli daně na financování svatby, ale plány se neuskutečnily.
Johana zemřela několik měsíců po své matce. Náhle onemocněla po cestě do Apulie. Většinu svého života strávila ve stínu své matky, která byla popisována jako dominantní osobnost a hnací síla jejího života. Informace o samotné Johaně jsou poměrně skromné.

## Vývod z předků
|                  |                              |  |                  |                            |  |  |  |  |  |  |  | Jan I. Kastilský |
|                  |                              |  |                  |                            |  |  |  |  |  |  |  |                  |
|                  | Ferdinand I. Aragonský       |  |                  |                            |  |  |  |  |  |  |  |                  |
|                  |                              |  |                  |                            |  |  |  |  |  |  |  |                  |
|                  |                              |  |                  | Eleonora Aragonská         |  |  |  |  |  |  |  |                  |
|                  |                              |  |                  |                            |  |  |  |  |  |  |  |                  |
|                  | Alfons V. Aragonský          |  |                  |                            |  |  |  |  |  |  |  |                  |
|                  |                              |  |                  |                            |  |  |  |  |  |  |  |                  |
|                  |                              |  |                  | Sancho Kastilský           |  |  |  |  |  |  |  |                  |
|                  |                              |  |                  |                            |  |  |  |  |  |  |  |                  |
|                  | Eleonora z Alburquerque      |  |                  |                            |  |  |  |  |  |  |  |                  |
|                  |                              |  |                  |                            |  |  |  |  |  |  |  |                  |
|                  |                              |  |                  | Beatrix z Alburquerque     |  |  |  |  |  |  |  |                  |
|                  |                              |  |                  |                            |  |  |  |  |  |  |  |                  |
|                  | Ferdinand I. Neapolský       |  |                  |                            |  |  |  |  |  |  |  |                  |
|                  |                              |  |                  |                            |  |  |  |  |  |  |  |                  |
|                  |                              |  |                  |                            |  |  |  |  |  |  |  |                  |
|                  |                              |  |                  |                            |  |  |  |  |  |  |  |                  |
|                  | Henrique Carlino             |  |                  |                            |  |  |  |  |  |  |  |                  |
|                  |                              |  |                  |                            |  |  |  |  |  |  |  |                  |
|                  |                              |  |                  |                            |  |  |  |  |  |  |  |                  |
|                  |                              |  |                  |                            |  |  |  |  |  |  |  |                  |
|                  | Giraldona Carlino            |  |                  |                            |  |  |  |  |  |  |  |                  |
|                  |                              |  |                  |                            |  |  |  |  |  |  |  |                  |
|                  |                              |  |                  |                            |  |  |  |  |  |  |  |                  |
|                  |                              |  |                  |                            |  |  |  |  |  |  |  |                  |
|                  | Isabela                      |  |                  |                            |  |  |  |  |  |  |  |                  |
|                  |                              |  |                  |                            |  |  |  |  |  |  |  |                  |
|                  |                              |  |                  |                            |  |  |  |  |  |  |  |                  |
|                  |                              |  |                  |                            |  |  |  |  |  |  |  |                  |
| Johana Neapolská |                              |  |                  |                            |  |  |  |  |  |  |  |                  |
|                  |                              |  |                  |                            |  |  |  |  |  |  |  |                  |
|                  |                              |  | Jan I. Kastilský |                            |  |  |  |  |  |  |  |                  |
|                  |                              |  |                  |                            |  |  |  |  |  |  |  |                  |
|                  | Ferdinand I. Aragonský       |  |                  |                            |  |  |  |  |  |  |  |                  |
|                  |                              |  |                  |                            |  |  |  |  |  |  |  |                  |
|                  |                              |  |                  | Eleonora Aragonská         |  |  |  |  |  |  |  |                  |
|                  |                              |  |                  |                            |  |  |  |  |  |  |  |                  |
|                  | Jan II. Aragonský            |  |                  |                            |  |  |  |  |  |  |  |                  |
|                  |                              |  |                  |                            |  |  |  |  |  |  |  |                  |
|                  |                              |  |                  | Sancho Kastilský           |  |  |  |  |  |  |  |                  |
|                  |                              |  |                  |                            |  |  |  |  |  |  |  |                  |
|                  | Eleonora z Alburquerque      |  |                  |                            |  |  |  |  |  |  |  |                  |
|                  |                              |  |                  |                            |  |  |  |  |  |  |  |                  |
|                  |                              |  |                  | Beatrix z Alburquerque     |  |  |  |  |  |  |  |                  |
|                  |                              |  |                  |                            |  |  |  |  |  |  |  |                  |
|                  | Johana Aragonská             |  |                  |                            |  |  |  |  |  |  |  |                  |
|                  |                              |  |                  |                            |  |  |  |  |  |  |  |                  |
|                  |                              |  |                  | Alfonso Enríquez           |  |  |  |  |  |  |  |                  |
|                  |                              |  |                  |                            |  |  |  |  |  |  |  |                  |
|                  | Fadrique Enríquez de Mendoza |  |                  |                            |  |  |  |  |  |  |  |                  |
|                  |                              |  |                  |                            |  |  |  |  |  |  |  |                  |
|                  |                              |  |                  | Juana de Mendoza           |  |  |  |  |  |  |  |                  |
|                  |                              |  |                  |                            |  |  |  |  |  |  |  |                  |
|                  | Juana Enríquez               |  |                  |                            |  |  |  |  |  |  |  |                  |
|                  |                              |  |                  |                            |  |  |  |  |  |  |  |                  |
|                  |                              |  |                  | Diego Fernández de Córdoba |  |  |  |  |  |  |  |                  |
|                  |                              |  |                  |                            |  |  |  |  |  |  |  |                  |
|                  | Mariana Fernández z Córdoby  |  |                  |                            |  |  |  |  |  |  |  |                  |
|                  |                              |  |                  |                            |  |  |  |  |  |  |  |                  |
|                  |                              |  |                  | Inés de Ayala y Toledo     |  |  |  |  |  |  |  |                  |
|                  |                              |  |                  |                            |  |  |  |  |  |  |  |                  |